# رود سواکوپ
رود سواکوپ (Swakop) رودی مهم اما موقتی به‌طول تقریبی ۳۵۰ کیلومتر در غرب نامیبیا در آفریقاست که در جنوب شهر سواکوپموند (به‌معنای دهانهٔ سواکوپ در زبان آلمانی) به اقیانوس اطلس می‌ریزد. رود خان مهم‌ترین رود تغذیه‌کنندهٔ سواکوپ است بااین‌حال سواکوپ، خشکه‌رودی است که تنها در مواقع خاصی از سال تشکیل شده و میزان آب آن به سختی به ۴۰ میلیون متر مکعب در سال می‌رسد. سطح آب‌های زیرزمینی منطقه نیز به‌دنبال احداث دو سد بزرگ بر روی این رودخانه تا ۰٬۳ متر کاهش یافته‌است.
علیرغم جریان نامنظم رودخانه، کشاورزی در درهٔ رود سواکوپ رونق داشته و این منطقه برای محصولات تازه‌اش به‌ویژه گوجه‌فرنگی، مارچوبه و زیتون معروف است. بااین‌حال نگرانی‌هایی دربارهٔ ورود نمک و اورانیوم (چه به‌صورت طبیعی و چه از معدن اورانیوم روسینگ) به این منطقه و تهدید صنعت کشاورزی آن وجود دارد.
نواحی اطراف دهانهٔ رودخانه سواکوپ و تلماسه‌های گرداگرد آن همچنین برای زیستگاه‌های غنی پرندگان و گونه‌های غیرمعمول گیاهی که از مه دریا برای جبران کمبود رطوبت مورد نیاز خود استفاده می‌کنند مشهور است.